# Dodecaseta fauchaldi
Dodecaseta fauchaldi är en ringmaskart som beskrevs av Green 2002. Dodecaseta fauchaldi ingår i släktet Dodecaseta och familjen Capitellidae. Inga underarter finns listade i Catalogue of Life.